# گلیسیرین
گلیسرین یا گلیسرول (به انگلیسی: Glycerol) یک الکل سه عاملی است که به دلیل دارا بودن پیوند هیدروژنی با هر نسبتی در آب و اتانول حل می‌شود؛ ولی در دیگر حلال‌ها بسیار کم محلول است. گلیسرین شیرین، شفاف، بی‌رنگ، بی‌بو و چسبناک است و در حضور گرما و مواد آب‌گیر (مانند {\displaystyle HSO_{4}K})، آب از دست داده به آلدئید دودکننده با بوی بد که بینی انسان را به شدت آزار می‌دهد تبدیل می‌شود. ایجاد آکرولئین با این مشخصات راهی برای تشخیص گلیسرین است. گلیسرین سه گروه هیدروکسیل دارد که مسئول حلالیت در آب است.
گلیسرین در طبیعت بیشتر به صورت ترکیب با اسیدهای چرب است که چربی را می‌سازد. برای نمونه یک مولکول گلیسرین با یک یا سه اسید چرب مونوگلیسرید یا تری‌گلیسرید را می‌سازد؛ مانند روغن نباتی و ….
گلیسیرین در رده درمانی عوامل موضعی پوستی قرار دارد و اشکال دارویی آن لوسیون و شیاف است.

## موارد مصرف
از گلیسیرین خالص در داروسازی استفاده می‌شود. گلیسیرین برای تهیه لوسیون کرم‌های صورت به کار می‌رود، زیرا رطوبت را در سطح پوست نگه می‌دارد. از این ماده برای تهیه لوازم آرایشی نیز استفاده می‌شود، چون حلال خوبی است و باعث جذب رطوبت در سطح پوست می‌شود و پوست را نرم و چرب می‌کند. گلیسیرین به صورت شیاف به‌عنوان ملین‌هیپراسموتیک و نرم‌کننده برای پیش‌گیری از یبوست استفاده می‌گردد. همچنین به‌دلیل مزهٔ شیرین گلیسرین، از آن در ساخت آبنبات نیز استفاده می‌گردد.

## مکانیسم اثر
چون گلیسیرین یک مایع با قدرت بالای جذب رطوبت هوا است با استفاده از صابون‌های گلیسیرینه پوست دست خشک نمی‌شود.

## خواص گلیسیرین
گلیسیرین یک الکل سه عاملی با فرمول C3H5(OH)3 است. گلیسیرین مایعی زلال، بی‌رنگ و بدون بو است. در معرض هوا به آرامی رطوبت را جذب می‌کند. گلیسیرین به هر نسبتی در آب و اتانول حل می‌شود اما در حلال‌های آلی مانند کلروفرم، اتر، بنزن و… حل نمی‌شود. بیشتر ترکیباتی که در آب یا الکل حل نمی‌شوند، در گلیسیرین محلول هستند.

## سایر کاربرد
از گلیسیرین در صابون‌سازی، برای تولید صابون‌های شفاف و در صنایع بهداشتی و آرایشی استفاده می‌شود. در ساخت مواد منفجره مثل نیترو گلیسیرین، برای روغن‌کاری ابزارها و تأسیسات فلزی و نیز برای جلوگیری از یخ بستن جک‌های هیدرولیکی از گلیسیرین استفاده می‌شود.

## گلیسرین
گیلیسیرین یک الکل سه عاملی می‌باشد. چون بی‌رنگ، بی‌بو و حلال است به‌طور گسترده‌ای در فرمولاسیون داروها استفاده شده‌است. استحکام گلیسرین در تمام ترکیبات تری گلیسیریدی مرکزی و اصلی است. گلیسرین شیرین مزه و در کل غیر سمی می‌باشد.

## تولید
حدوداً ۹۵۰۰۰۰ تن گلیسرین در هر سال در آمریکا و اروپا تولید شده‌است. ۳۵۰۰۰۰ تن از گلیسرین در آمریکا تنها از ۲۰۰۰–۲۰۰۴ تولید شده‌است. تولید آن در سوختهای بیوزیستی (همان‌طور که دستور EU 2003/30/EC ذکر شده‌است) افزایش خواهد یافت. نیاز به جایگزینی ۵٫۷۵ درصد از سوختهای نفتی با سوخت زیستی در تمام ایالتهای آمریکا در ۲۰۱۰ دارد و چون گلیسرین یک محصول فرعی در تولید بیو دیزل زیستی می‌باشد پیش‌بینی شده که تا سال ۲۰۲۰ تولید آن شش برابر بیشتر از تقاضا خواهد شد.

## تولید از چربی‌ها و روغن‌ها
تری گلیسیریدهای موجود در چربی‌ها و روغن‌ها در تعریف استرهای گلیسرین با زنجیره بلند اسیدهای کربوکسیلیک می‌باشند. هیدرولیز (صابون سازی) یا ترانس‌استریفیکیشن این تری گلیسیریدها کمیتهای متناسب با وزن اتمی از گلیسرین را تولید می‌کند. در این طرح گلیسرین که به عنوان یک محصول مشترک در تولید نمک‌های کربوکسیلیک زنجیره بلند است به عنوان صابون استفاده شده‌است.
گلیسرین همچنین یک محصول فرعی از تولید دیزل زیستی از طریق ترانس استرسازی می‌باشد. این شکل از گلیسیرین خام اغلب ظاهری تیره با یک قوام چسبناک و شبیه شربت دارد. تری گلیسیریدها با یک الکل مانند اتانول می‌شکنند و به اتیل استر اسیدهای چرب و گلیسرین تجزیه می‌شوند.
گلیسرین از تری گلیسیریدها در مقیاس زیاد تولید شده‌است اما محصول خام دارای کیفیت متغیری است با یک قیمت فروش کمتراز ۸–۱ سنت آمریکا برای هر پوند در سال ۲۰۱۱. این گلیسرین می‌تواند خالص شود اما فرایند ان هزینه بر و گران می‌باشد. در نتیجه بخش مهمی از گلیسرین خام به عنوان هدر رفته در نظر گرفته می‌شود. برخی گلیسرین‌ها برای تولید انرژی سوزانده می‌شوند اما ارزش گرمایی پایین است.
گلیسرین خام از هیدرولیز تری گلیسیریدها می‌تواند توسط طرز عمل با کربن فعال شده خالص شود تا ناخالصی‌های ارگانیک را از بین ببرد و حذف کند فلز قلیایی تا استرهای گلیسرین عکس‌العمل نشان نداده حذف کند و تبادل یون تا نمک‌ها را حذف کند و از بین ببرد. گلیسرین با خلوص بالا (% ۹۹٫۵) توسط عصاره‌گیری چند مرحله‌ای به دست می‌آید. خلأ به دلیل نقطه جوش بالای گلیسرین (۲۹۰ درجه حرارت) کمک‌کننده است.

## گلیسرین ترکیبی
گلیسرین ترکیبی به موادی اشاره می‌کند که از منابع غیر تری گلیسیریدی بدست می‌آید. گلیسرین ممکن است همچنین توسط ریشه‌های مختلف از پروپیلن تولید شود. فرایند دی پیکلرو هیدرین از همه مهم‌تر است شامل کلرینه کردن پروپیلن می‌شود تا کلرید آلیل بدهد که با هیپوکلریت اکسید شده‌است و به دی کلرو هیدرین تبدیل شده که با یک پایه قوی عکس‌العمل نشان می‌دهد تا اپی کلرو هیدرین بدهد. اپی کلرو هیدرین سپس هیدرولیز می‌شود تا گلیسرین بدهد. فرایندهای آزاد از کلرین از پروپیلن شامل ترکیب گلیسرین از اکرولین و اکسید پروپیلن می‌شود.
به دلیل تأکید روی دیزل زیستی از آنجاییکه گلیسرین یک محصول هدر رفته‌است بازار برای گلیسرین خیلی نامطلوب است و این فرایندهای قدیمی خیلی اقتصادی نیستند. به دلیل عرضه بیش از تقاضای گلیسرین تلاش‌هایی انجام شده‌است تا گلیسرین را به پیش مرحله‌هایش تغییر دهد مانند اکرولین و اپی کلروهیدرین.

## کاربردها

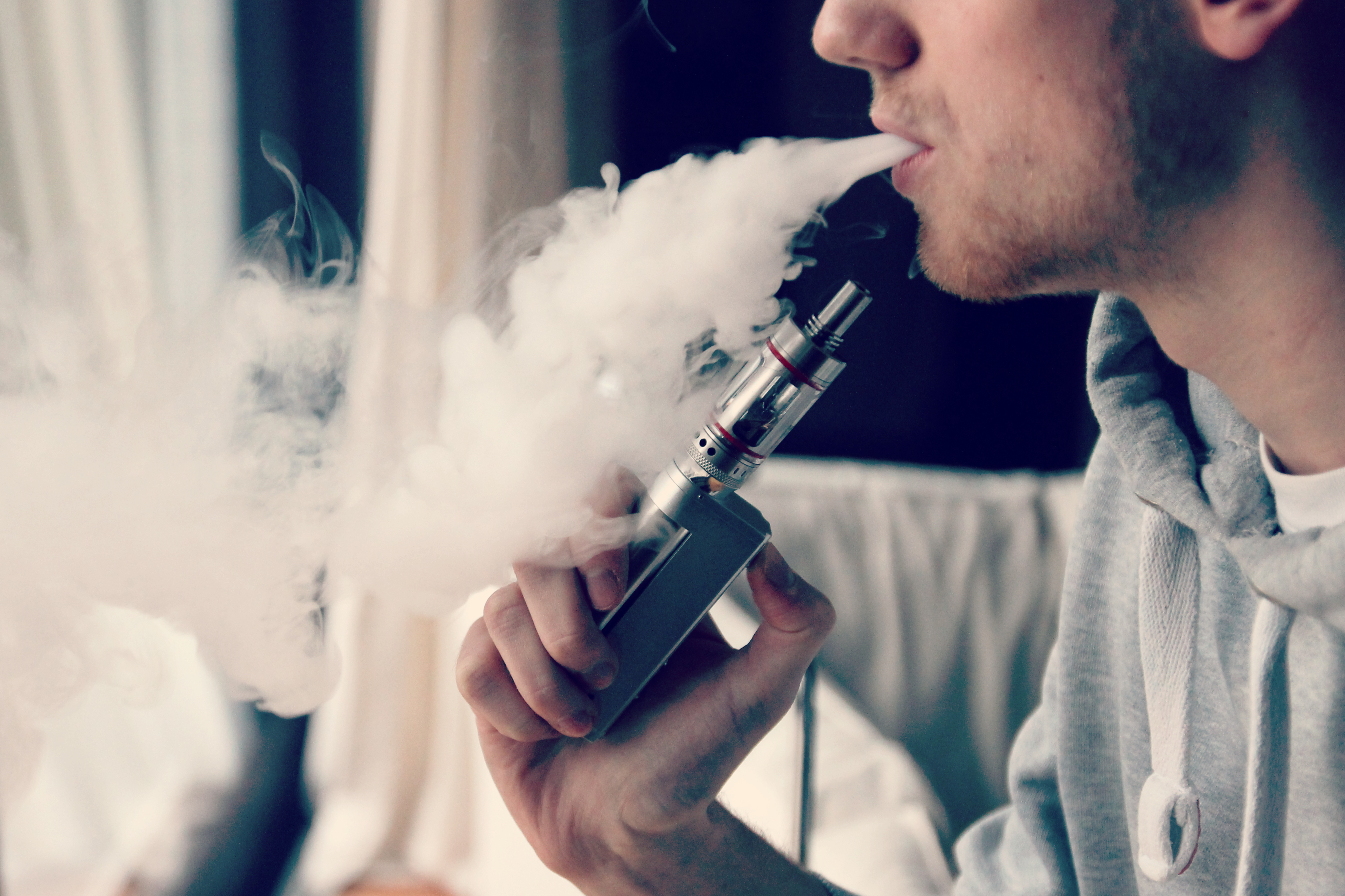
دود یا بخار سیگار الکترونیکی یک نوع گلیسرین است

### صنعت غذا (صنایع غذایی)
در غذا و آشامیدنی‌ها گلیسرین به عنوان یک ماده‌ای که رطوبت را به خود جذب می‌کند حلال و شیرین‌کننده خدمات می‌دهد و ممکن است به حفظ غذاها کمک کند. این همچنین به عنوان پرکننده در غذاهای با چربی کم که از نظر اقتصادی آماده شده‌اند استفاده می‌شود (مثل کلوچه‌ها) و به عنوان یک عامل ضخیم‌کننده در نوشابه الکلی استفاده می‌شود. گلیسرین و آب استفاده می‌شوند تا انواع مشخص و معین برگ‌ها را نگهداری کنند. مانند یک جانشین قند و شکر حدوداً ۲۷ کیلو کالری در هر قاشق چای خوری دارد و ۶۰ درصد شیرین تر از چغندر قند می‌باشد. این باکتری را تغذیه نمی‌کند که پلاک‌ها و جرم‌ها را شکل می‌دهد و باعث حفره‌های دندانی می‌شوند. به عنوان یک افزودهٔ غذایی گلیسرین با شمارهٔ E422 نام‌گذاری شده‌است. این به یخ زدن اضافه شده تا از خیلی سخت شدن آن جلوگیری شود.
همان‌طور که در غذاها استفاده شده‌است گلیسرین توسط انجمن رژیم آمریکا مانند یک کربوهیدرات طبقه‌بندی شده‌است. مؤسسه دارو و غذا آمریکا طراحی کربوهیدرات شامل تمام مواد تغذیه دارای کالری بدون پروتیین و چربی می‌شود. گلیسرین یک تراکم کالری مشابه به شکر دارد اما یک گلیسمیک پایین‌تر و سوخت و ساز متفاوت درون بدن دارد بنابراین برخی مختصات تغذیه‌ای گلیسرین را به عنوان یک شیرین‌کننده سازگار با رژیم‌های کربوهیدرات پایین می‌پذیرد.

### کاربردهای مراقبت شخصی و داروشناسی
شیاف‌های گلیسرین به عنوان ضد یبوست استفاده می‌شوند.
گلیسرین در آماده‌سازی‌های مراقبت شخصی و داروشناسی و پزشکی استفاده می‌شود عمدتاً به عنوان یک وسیله پیشرفت برقی – فراهم کردن روغن کاری و به عنوان ماده‌ای که رطوبت را به خود جذب می‌کند استفاده می‌شود. در درمان پیشگیری آلرژی – شربت‌های سرما خوردگی – اکسپکتورانت و اکسیر – خمیر دندان – دهان شویه- محصولات مراقبت پوست- کرم اصلاح- محصولات مراقبت مو – صابون‌ها و روغن‌های شخصی مبنی بر آب دیده شده‌است. در اشکال استفاده جامد مثل قرص‌ها – گلیسرین به عنوان عامل نگهدارنده قرص استفاده می‌شود. برای مصرف عمومی- گلیسرین توسط آمریکا در میان نوشیدنی‌های الکلی قندی به عنوان یک تغذیه پر کالری طبقه‌بندی شده‌است.
گلیسرین یک محتوی از صابون گلیسیرین می‌باشد. روغن‌های ضروری برای رایحه و عطر خوب اضافه شده‌است. این نوع از صابون توسط مردم با پوست حساس و به آسانی آسیب دیده استفاده می‌شود زیرا از خشکی پوست با ویژگی‌های مرطوب‌کنندگی اش جلوگیری می‌کند. رطوبت از طریق لایه‌های پوست جذب می‌شود و از خشکی زیاد و تبخیر جلوگیری می‌کند یا آن را آهسته می‌کند. با منافع مشترک گلیسیرین یک جزء معمول در بسیاری از دستورهای نمک‌های حمام می‌باشد. اگر چه برخی ادعاها که به دلیل ویژگی‌های جذب رطوبت گلیسیرین است می‌تواند بیشتر یک تأخیر اندازه باشد تا سودی داشته باشد.
گلیسرین می‌تواند به عنوان یک مند یبوست وقتی که وارد رکتوم در شیاف یا شکل دوز پایین‌تر ۲ تا ۱۰ میلی لیتر استفاده شود. این مخاط مقعد را می‌سوزاند و یک تأثیر هایپروزموتیک دارد.
اگر به صورت دهانی استفاده شود اغلب مخلوط شده با آب میوه تا مزه شیرینی اش را کاهش دهد. گلیسرین می‌تواند باعث یک کاهش سریع و موقتی در فشار داخلی چشم شود این می‌تواند برای درمان فوری اولیه فشار چشم شدید مفید باشد.

### افشره‌های گیاهی
وقتی در افشره‌ها روش تک رنگ استفاده می‌شود به ویژه به عنوان یک حلال ۱۰ درصد گلیسرین جوهر سازو را از ته‌نشین شدن در افشره‌های اتانول گیاهان (ته رنگ) جلوگیری می‌کند. این همچنین به عنوان یک جایگزین بدون الکل در اتانول به عنوان حلال در اماده‌سازی افشره‌های هربال استفاده شود. این کمتر فشرده‌است وقتی در یک روش ته رنگ استاندارد استفاده می‌شود. گلیسرین حدوداً ۳۰ درصد ارامتر توسط بدن جذب می‌شود که باعث یک بارگلسیمیک کمتر می‌شود. ته رنگ‌های مبنی بر الکل می‌تواند همچنین الکل حذف شده داشته باشد و با گلیسرین برای نگهداری ویژگی‌هایش جایگزین شود. چنین محصولاتی بدون الکل نیستند یا در حالت علمی یا قابل مصرف اما باید در تمام مثال‌های دقیق تر به محصولات الکل حذف شده اشاره کرد. تولیدکنندگان افشره مایع اغلب در آب‌های گرم هرب را افشره می‌کنند پیش از اینکه گلیسرین به آن اضافه کنند تا گلیسریت بسازند وقتی به عنوان یک افشره بوتانیکال (گیاهی بدون الکل واقعی یعنی اتانول) استفاده می‌شود که در روش‌های مبنی بر دینامیک بدون ته رنگ جدید حلال است. گلیسرین نشان داده‌است با درجه بالا از افشردگی برای بوتیکال‌ها شامل حذف جانشین‌های زیاد و محتویات پیچیده را می‌شود داشته باشد با یک قدرت فشرده که می‌تواند الکل و حلال‌های الکل در آب را ریول کند.
این گلیسرین شامل چنین قدرت فشرده‌سازی بالا می‌باشد فرض می‌شود که گلیسرین با ساختار سه اتمی با روش‌های دینامیک بر خلاف روش‌های ته رنگ غیرفعال استاندارد که بهتر در ساختار دو اتمی الکل قرار دارد استفاده می‌شود.
گلیسرین ویژگی درونی و ذاتی غیرطبیعی یا یک جانشین گیاهی الکلی یعنی اتانولیک، متانولیک الکل (چوب) و غیره را شامل می‌شود. گلیسرین یک عامل نگهدارنده برای افشره گیاهی است که وقتی در غلظتهای مناسب در یک پایه حلال افشره استفاده می‌شود.
اجازه تغییر یا کاهش اکسید شدن یک جانشین افشره پایان یافته را حتی بعد از چندین سال نمی‌دهد. هم گلیسرین و اتانول عامل‌های نگهدارنده در دسترسی هستند. گلیسرین در عمل غیرفعال کنندهٔ باکتری است و اتانول در عمل باکتری کُش است.

### ضد انجماد
مانند اتیلن گلیکول و پروپالین گلیکول، گلیسرین، یک کوزموتروپ غیر یونی است که پیوندهای هیدروژنه قوی با مولکول‌های آب را شکل می‌دهد، در مقایسه و با پیوندهای هیدروژنه آب-آب
این شکل‌گیری کریستال لاتنیک را از یخ بدون حرارت به‌طور خاصی پایین رفته‌است می‌شکند، حداقل نقطه ذوب حدود ۳۶- درجه فارنهایت / ۳۷٫۸- درجه سلسیوس با ۷۰ درصد گلیسرین در آب می‌باشد.
گلیسرین به‌طور تاریخی به عنوان ضد انجماد برای کاربردهای حرکتی پیش از جایگزینی با اتیلن گلیکول استفاده می‌شود؛ که یک نقطه انجماد پایین‌تر دارد. در حالیکه حداقل نقطه انجماد یک مخلوط گلیسرین-آب بالاتر از یک مخلوط آب-گلیسرین اتیلن می‌باشد. گلیسرین سمی نیست و برای استفاده در کاربردهای حرکتی چندین بار مورد بررسی قرار می‌گیرد.
در آزمایشگاه گلیسرین معمول حلال برای عامل‌های آنزیمی نگهداری شده در دماهای زیر صفر درجه به دلیل افت دمای انجماد می‌باشد. این همچنین به عنوان یک نگهدارنده سرما استفاده شده‌است که گلیسرین در آب حل نشده‌است تا آسیب توسط کریستال‌های یخ به ارگانیسم‌های آزمایشگاه را کاهش می‌دهد کخ در محلول‌های یخ زده و منجمد نگهداری شده‌است مانند باکتری، کرم‌ها و جنین پستانداران.

### میانجی‌ها و واسطه شیمیایی
گلیسرین استفاده شده‌است تا نیتروگلیسرین تولید کند که یک جز ضروری منفجر شونده‌های مختلف مانند دینامیت، ژلیگنیت (ماده ژلاتینی و منفجره‌ای که از نیتروگلیسیرین ساخته می‌شود) و محرک‌هایی شبیه کوردیت می‌باشد. اعتماد روی صابون‌سازی تا محصول مشترک گلیسیرین مصرف شده این را سخت‌تر کرده‌است تا تولید را افزایش دهیم تا تقاضای دوران جنگ را فراهم کند در اینجا فرایندهای ترکیب گلیسرین اولویت‌های دفاع ملی در روزهای نزدیک به جنگ جهاتی دوم بودند.
نیتروگلیسرین، هم چنین گلیسریل ترنیترات شناخته می‌شود معمولاً انجنیا پکتور آزاد می‌کند که به صورت قرص‌های زیر زبانی یا اسپری استفاده می‌شود.
آلیل یدید یک ساختار شیمیایی برای پلیمرها، نگهدارنده‌ها، کاتالیزورهای ارگانومیک و داروشناسی می‌تواند توسط استفاده از فسفرهای المانی و ید در گلیسرین شود
یک دغدغه اصلی تحقیق انجام شده‌است تا سعی شود محصولات ارزش افزوده از گلیسرین خام (شامل ۲۰ درصد آب و کاتالیزور استری می‌شود)
از تولید دیزل زتی به دست می‌آید. منبع وقتی سوزانده می‌شود یا گاز گرفته می‌شود همچنین مورد کشف قرار گرفته‌است.

### واحد تولید گاز هیدروژن
استات گلیسرین (به عنوان سوخت اضافی بالقوه)
تبدیل به پروپالین گلیکول
تبدیل به آلرولین
تبدیل به اتانول
تبدیل به اپکلرو هیدرین، مواد خام برای اپوکسی رسین

## سوخت و ساز
گلیسرین یک پیش‌ساز برای ساخت تری گلیسیریدها و فسفولیپیدها در بافت چرب و کبد است. هنگامیکه بدن چربی ذخیره شده را به عنوان منبع انرژی استفاده می‌کند گلیسرین و اسید چرب در جریان خون رها می‌شوند، گلیسرین در گردش پروتئین‌ها را مانند گلوکز یا فروکتوز گلیکیت نمی‌کند و منجر به تشکیل محصولات نهایی پیشرفته گلیکیت (AGEs) نمی‌شود.
در برخی ارگانیسم‌ها گلیسرین می‌تواند به‌طور مستقیم وارد مسیر گلیکولیز شود و بنابراین انرژی برای سوخت و ساز سلولی را فراهم کند یا بالقوه به گلوکز تبدیل شود (گلوکونئوژنز). پیش از اینکه گلیسرین بتواند وارد مسیر گلیکولیز یا گلوکونئوژنز (بسته به شرایط فیزیولوژیکی) شود ابتدا می‌بایست به گلیسرآلدئید ۳ فسفات (توسط آنزیم گلیسرین کیناز) تبدیل شود. آنزیم گلیسرین‌کیناز عمدتاً در کبد و کلیه وجود دارد اما همچنین در دیگر بافت‌ها شامل عضلات و مغز نیز موجود می‌باشد. در بافت چربی، گلیسرین ۳ فسفات از دی‌هیدروکسی استون فسفات با آنزیم گلیسرین ۳ فسفات دهیدروژناز به دست می‌آید.
گلیسرین وقتی هضم می‌شود سمیت کمتری دارد. متوسط دوز کشنده (LD50) با مصرف دهانی برای موش‌ها ۱۲۶۰۰ و ۸۷۰۰ میلی‌گرم بر کیلوگرم برای هر موش است.

## موارد تاریخی آلودگی و ناخالصی با دی اتیلن گلیکول
گلیسرین و دی‌اتیلن گلیکول از نظر ظاهر، بو و مزه غیرقابل تشخیصند لذا احتمال جابجایی یا ناخالصیشان بالاست. سازمان غذا، دارو و مواد آرایشی فدرال در ۱۹۳۷ موردی از آلودگی الگزیر سولفانیلامید را با دی اتیلن گلیکول مشاهده کرد. پس از آلودگی به وجود آمده توسط دی اتیلن گلیکول در ۴ می ۲۰۰۷ سازمان غذا و داروی آمریکا به تمام سازندگان آمریکایی داروها پیشنهاد کرد که تمام بسته‌های گلیسرین مصرفی برای دی اتیلن گلیکول سمی مورد آزمایش و تست قرار گیرد. این توصیه به دنبال کشف صدها کیلو چربی سمی در پاناما که ادعا شد اشتباهاً توسط شرکت پانامانیایی وارد شده‌است انجام شد. دی اتیلن گلیکول ارزانتر به عنوان گلیسرین گرانتر دوباره نام‌گذاری شده‌است.

## آیا مصرف و خوردن گلیسیرین برای مسلمانان حلال است؟
گلیسیرین زمانی که از روغن‌های گیاهی – نخل، دانه‌های سویا و غیره مشتق شده باشد، حلال در نظر گرفته می‌شود. با این حال، گلیسیرین‌هایی وجود دارند که از چربی حیوانی تهیه می‌شوند و تعیین وضعیت حلال آن می‌تواند کمی پیچیده‌تر باشد. تعیین وضعیت حلال بودن در این حالت معمولاً با عواملی مانند روش ذبح شرعی بستگی دارد. در بیشتر موارد، گلیسیرین به‌طور گسترده حلال در نظر گرفته می‌شود، زیرا معمولاً از گیاهان تهیه می‌شود. گلیسیرین مصنوعی وجود دارد، اما چندان رایج نیست.